# أنيل غورونغ
أنيل غورونغ (بالنيبالية: अनिल गुरुङ)‏ (مواليد 23 سبتمبر 1988) هو لاعب كرة قدم نيبالي دولي. ويلعب حاليا لصالح نادي مانانغ مارشيانغدي المحلي منذ 2011.
لعب 19 مباراة دولية مع منتخب بلاده وسجل 7 أهداف.

## وصلات خارجية
- أنيل غورونغ على موقع الاتحاد الدولي (مؤرشف)  (الإنجليزية)
- أنيل غورونغ على موقع قاعدة بيانات كرة القدم.إي يو (الإنجليزية)
- أنيل غورونغ على موقع ناشيونال فوتبول تيمز (الإنجليزية)